# August Kundt
August Adolf Kundt (Schwerin, 1838 – Israelsdorf, 1894) è stato un fisico tedesco.

## Biografia
Kundt nacque a Schwerin, nel Meclemburgo. Iniziò gli studi scientifici a Lipsia, ma in seguito si trasferì all'Università di Berlino. Inizialmente appassionato di astronomia, tornò tuttavia ad occuparsi di fisica sotto l'influenza di Heinrich Gustav Magnus e si laureò nel 1864 con una tesi sulla depolarizzazione della luce.
Fece numerose ricerche relative ai gas, all'attrito, al calore nonché ai fenomeni ottici di polarizzazione e dispersione della luce. Ideò un tubo, che prende il suo nome, per misurare la velocità del suono nei gas. In seguito fu nominato professore per la cattedra di fisica all'istituto politecnico federale di Zurigo, dove fu l'insegnante di Wilhelm Conrad Röntgen; poi, dopo circa due anni a Würzburg, venne chiamato nel 1872 a Strasburgo, dove partecipò alla fondazione dell'istituto di fisica. Infine nel 1888 tornò a Berlino. Morì a Israelsdorf, vicino a Lubecca, il 21 maggio 1894.